# 리세 (가수)
리세(본명: 권리세, 權梨世, 1991년 8월 16일~2014년 9월 7일)는 대한민국의 레이디스 코드의 멤버로 활동했던 가수이다. 소속사는 일광폴라리스 엔터테인먼트이며, 레이디스코드의 서브보컬을 맡았다. 2014년 9월 7일 교통사고로 사망했다.

## 생애
재일 한국인 4세이며 1남 2녀 중 막내로 태어났다. 2009년 미스코리아 일본 진(眞)과, 해외동포상을 수상하였다. 2007년 미스코리아 일본 선(善)을 수상한 권리애가 언니이다. 일본 세이케이 대학에 합격하였으며 2010년 MBC의 《스타 오디션 위대한 탄생》에 출연하여 TOP 12 내에 진입한 것은 성공했으나 TOP 10 진입은 실패했다. 이후 6월 18일에 《스타 오디션 위대한 탄생》에 같이 출연한 동료인 데이비드 오와 《우리 결혼했어요》에 가상 부부로 출연하였으며 2013년 걸그룹 레이디스 코드로 가수로서 정식 데뷔하였다.

### 교통사고에 의한 사망
2014년 9월 3일 레이디스코드 멤버들은 대구에서 KBS 1TV 《열린음악회》 녹화를 마친 후 현대 그랜드 스타렉스를 타고 서울로 올라오던 중, 영동고속도로 신갈 분기점 인근에서 빗길 과속운전으로 주행 중이던 승합차의 뒷바퀴가 빠지면서 가드레일을 들이받고 차량이 전복되는 사고를 당했다. 이 사고로 같은 멤버인 은비는 안전벨트를 착용하지 않아 창밖으로 튕겨져 나가 인근 가톨릭대학교 성빈센트병원으로 급히 옮겨졌으나 결국 그 곳에서 사망하였다. 안전벨트를 매고 있지 않은 리세는 은비처럼 차량 밖으로 튕겨져 나가진 않았지만 사고 충격으로 차량 안에서 이리저리 굴러다니며 옆자리에 있던 소정을 덮쳐 소정은 상악골이 심하게 골절되었다. 리세는 머리를 크게 다치고 중태에 빠져 인근 아주대학교 의료원으로 급히 옮겨져 응급 수술을 받았다. 하지만 리세는 이송 당시 뇌가 팽창하여 호흡이 3번이나 멈추는 등 의식이 매우 흐릿했으며, 상태가 나빠져 수술이 중단되었고, 혼수 상태가 지속되다가 결국 9월 7일 오전 10시 10분에 아주대학교 의료원에서 사망하였다.

## 학력
- 2007년 후쿠시마 조선 초중급학교 졸업
- 2010년 동경한국학교 고등부 졸업
- 2014년 세이케이 대학교(:ja:成蹊大学) 경제경영학과 중퇴

## 음반 목록
- 2011년 《스타 오디션 위대한 탄생 Part 1》 "Hey Hey Hey

## 방송 출연
- MBC 《스타 오디션 위대한 탄생》 - 참가자, TOP12 진출 (2010년 11월 5일~2011년 4월 8일)
- MBC 《세바퀴》 (2011년 5월 28일)
- MBC 《우리 결혼했어요》 (2011년 6월 18일~9월 17일)
- MBC 《세바퀴》 (2011년 6월 25일)
- MBC 《섹션TV 연예통신》 (2011년 7월 24일)
- MBC 《코이카의 꿈》 (2012년 1월 1~8일)
- MBC 《사람이다Q - 권리세, 걸그룹 데뷔기》 (2013년 3월 16일)
- SBS 《도전 1000곡》 (2013년 4월 14~21일)
- KBS 2TV 《1대 100》 (2013년 5월 21일)
- KBS 2TV 《맘마미아》 (2013년 6월 9일)
- SBS 《런닝맨》 (2013년 6월 9일)
- MBC 《스타 다이빙쇼 스플래시》 (2013년 8월 23일~9월 13일)
- SBS 《스타 페이스오프》 (2013년 9월 20일)
- Olive 《크레이지 마켓》 (2013년 10월 23일)
- MBC 《황금어장 라디오스타》 (2013년 10월 23일)
- SBS 《월드 챌린지 우리가 간다》 (2013년 11월 4~18일)
- MBC 《세바퀴》 (2013년 11월 30일)
- MBC MUSIC 《피크닉 라이브 소풍》 (2014년 2월 20일)
- 투니버스 《난감스쿨》 (2014년 3월 14일)
- SBS 《놀라운 대회 스타킹》 (2014년 4월 12일)
- MBC 《세바퀴》 (2014년 4월 27일)
- KBS 2TV 《출발 드림팀 시즌 2》 (2014년 5월 11일)
- KBS 2TV 《출발 드림팀 시즌 2》 (2014년 8월 17일)

## 같이 보기
- 조선학교
- 재일 한국인
- 재일 한국인 목록